# Lois raciales fascistes
Les lois raciales, en italien Leggi razziali, précisent les mesures racistes prises en Italie en 1938 pendant la période du régime fasciste contre les personnes de religion juive mais aussi d'autres.
Benito Mussolini en fait la proclamation le 18 septembre 1938 depuis le balcon de l'hôtel de ville de Trieste, cité où vivait l'une des plus importantes communautés juives d'Italie, devant la foule rassemblée sur la piazza Unità d'Italia.

## Avant le racisme
S'il marque une nette hostilité au sionisme, le fascisme italien n'est pas originellement antisémite. Benito Mussolini, dont la maîtresse Margherita Sarfatti est juive, explique en 1929 : « Les Juifs sont à Rome depuis l’époque des Rois… Ils étaient cinquante mille sous Auguste et ils demandèrent à pleurer sur la dépouille de Jules César. Nous les laisserons en paix ». En 1932, il condamne le racisme lors de ses entretiens avec le journaliste allemand Emil Ludwig : « Il n’existe plus une race pure », affirme-t-il ; et c'est au palais de Venise qu'il reçoit dignement le grand rabbin de Rome en 1934,.
Mais cela sera oublié et tout change à partir du rapprochement de l'Italie avec l'Allemagne nazie dès 1936.

## Les prémices
« Il est temps que les Italiens se proclament franchement racistes. Toute l'œuvre qui jusqu'à présent a fait le régime en Italie est au fond le racisme. Dans les discours du Chef, la référence aux concepts de la race a toujours été très fréquente. La question du racisme en Italie doit être traitée d'un point de vue purement biologique sans intentions philosophiques ou religieuses. »

— De « la défense de la race » (La difesa della razza), dirigée par Telesio Interlandi, année I, numéro 1, 5 août 1938, page 2
 Les fondements et les prémices sont basés sur des considérations « scientifiques » destinées à établir l'existence de la « race italienne » et son appartenance au groupe des « races aryennes ». Il s'agit ainsi d'instruire tout le pays au racisme. Après l’entrée en vigueur en 1937 du décret royal, loi n. 880, qui interdisait le concubinage et le mariage entre Italiens et « sujets des colonies africaines », d'autres lois raciales sont promulguées par le parlement italien.
Par la suite, les autorités italiennes et leurs sbires s'évertuent à bien distinguer l'antisémitisme fasciste italien de celui des nazis, en affirmant l'existence de différentes races humaines selon une classification qui prétend se fonder sur l'expérience scientifique qu'alimentent nombre de scientifiques italiens qui veulent donner au peuple un sentiment national de fierté raciale par son appartenance à une noble et « pure race italienne » qui ne peut, ni ne doit être contaminée par l'Orient ou l'Afrique,,,.
Le 10 mars 1937, le pape Pie XI produit une bulle en allemand (et non en latin), intitulée Mit brennender Sorge, qui affirme sans ambiguïté aucune, son inquiétude face à la montée du racisme et les dérives racialistes du nazisme.
Le fascisme italien devint officiellement antisémite après les rencontres d'Hitler et de Mussolini en septembre 1937 et mai 1938, qui rapprochent politiquement les deux pays et aboutissent aux signatures des lois raciales (commandées par Mussolini et contre-signées par le roi Victor-Emmanuel III désavouant son ancêtre) en Italie en automne 1938, à celles du Pacte d'acier (Patto d'Acciaio) en mai 1939 puis à celles du pacte tripartite de l'Axe en septembre 1940. Pour autant, l'Allemagne nazie ne demande pas aux fascistes italiens de s'opposer aux Juifs.

## Le manifeste de la race (Manifesto della razza)

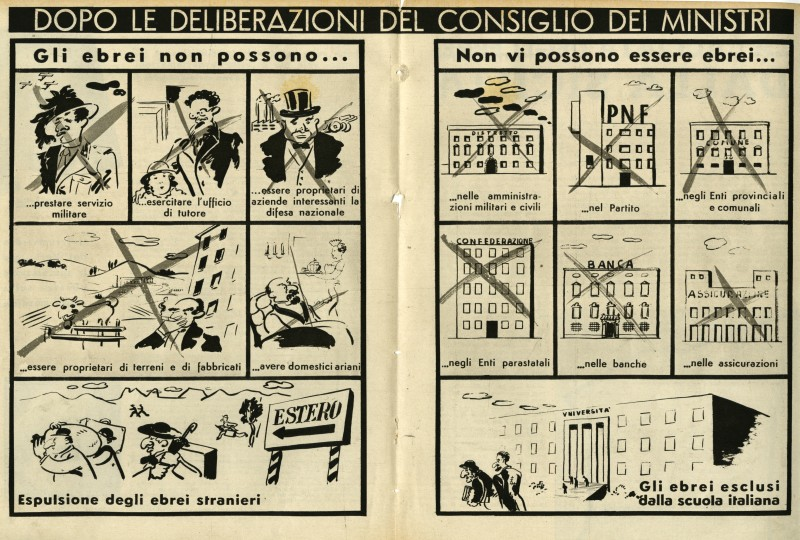
« Les Juifs n'ont pas le droit de… », La difesa della razza, 1938

Parmi les divers documents et mesures législatives qui constituent le corps des lois raciales promulguées par le régime fasciste en Italie à partir de 1938, figure « le manifeste de la race » ou plus exactement le manifeste des scientifiques racistes, publié une première fois de manière anonyme sur le Giornale d'Italia le 15 juillet 1938 avec pour titre « Le fascisme et le problème de la race » et republié dans le numéro de La difesa della razza, le 5 août 1938 par le secrétaire de rédaction de la revue, Giorgo Almirante.
Le 25 juillet, depuis le secrétariat du parti national fasciste, après une rencontre entre les dix rédacteurs de la thèse, le ministre de la culture populaire Dino Alfieri, et le secrétaire du parti Achille Starace, un communiqué est publié avec le texte complet et la liste des signataires.
Parmi les adhésions au manifeste se trouvent celles de personnages illustres ou destinés à le devenir tels que Giorgio Almirante, Giorgio Bocca, Galeazzo Ciano, Amintore Fanfani, Giovanni Gentile et Giovanni Guareschi.

« Les discriminations ne comptent pas… Maintenant, l’antisémitisme est inoculé dans le sang des Italiens. Il continuera de lui-même à circuler et à se développer. Ce soir, s’ils sont conciliants, je serai très dur dans la préparation des lois », déclare Mussolini. »

Alors que certains soutiennent que Mussolini n'était pas antisémite, le politique Galeazzo Ciano indique dans son journal personnel, le 14 juillet 1938 : « Le Duce m’annonce la publication de la part du Giornale d’Italia d’un article sur les questions de la race. Il est indiqué qu’il a été écrit par un groupe de scientifiques sous l’égide du ministère de la Culture populaire. Il me dit qu’en réalité, il l’a presque entièrement rédigé lui-même ». Le 15 juillet 1938, l'article apparait en première page.

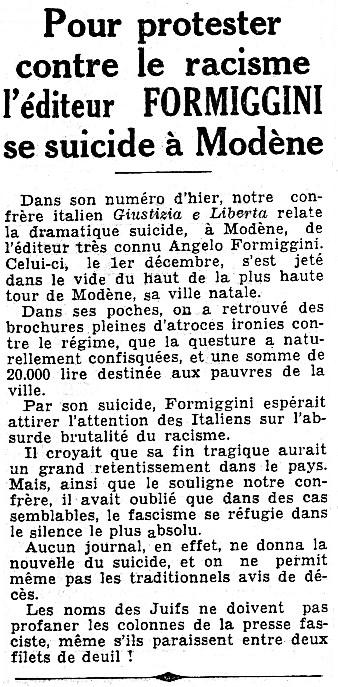
Article paru dans Le Populaire du 10 décembre 1938.

Le décret royal, loi du 5 septembre 1938 — qui fixe les « mesures pour la défense de la race dans les écoles fascistes » - et celui du 7 septembre - qui fixe les « mesures à l'encontre des juifs étrangers » — sont suivis le 6 octobre par une « déclaration sur la race » émise par le Grand Conseil du fascisme ; cette déclaration est par la suite adoptée par l’État toujours par un décret royal en date du 17 novembre. L'enseignement dans les écoles réservées aux Juifs n'était pas encore interdit.
Entre la fin de l'été et l'automne 1938, plusieurs décrets furent donc signés par le chef du gouvernement Benito Mussolini et promulgués par Victor-Emmanuel III d'Italie qui légitimaient une vision raciste de la « question juive ». L'ensemble de ces décrets et documents cités constituent l'ensemble des lois raciales. Par « ségrégation naturelle » due à leurs anciennes origines sémites dites « inférieures », les Juifs présents en Italie depuis l'Antiquité ne relèveraient pas de la « race italienne » et n'appartiennent officiellement plus au peuple italien.
Le 29 novembre 1938, expression de son désespoir et sa volonté de secouer l'opinion publique italienne face aux mesures antisémites prises par le pouvoir fasciste, le réputé philosophe et éditeur juif Angelo Fortunato Formiggini se suicide en se jetant du haut de la Torre Ghirlandina, clocher de la cathédrale de Modène mais aucun journal italien ne publie la nouvelle de son geste désespéré.
Certains des scientifiques et intellectuels juifs touchés par les mesures du 5 septembre émigrent en Europe et aux États-Unis : parmi ceux-ci Emilio Segrè, Achille Viterbi (père de Andrew Viterbi), Enrico Fermi (dont la femme est juive), Bruno Pontecorvo, Bruno Rossi, Leo Castelli, la famille de Giulio Calabi (fondateur des Messaggerie Italiane), et bien d'autres. Ceux qui restent sont obligés d'abandonner leur poste, parmi ceux-ci Tullio Ascarelli, Walter Bigiavi, Mario Camis, Federico Cammeo, Donato Donati, Mario Donati, Federigo Enriques, Marco Fanno, Gino Fano, Alberto Gentili, Giuseppe Levi, Benvenuto Terracini, Tullio Levi-Civita, Rodolofo Mondolfo, Adolfo Ravà, Attilio Momigliano, Gino Luzzatto, Donato Ottolenghi, Tullio Terni, Mario Fubini, Beppo Levi. De plus, la loi a aussi un impact important sur le milieu universitaire féminin, dont une grande partie des professeurs étaient d'origine juive comme l'entomologiste Anna Foà.
Parmi les démissions de personnages illustres, on compte celle de Albert Einstein en sa qualité de membre de l'Académie des Lyncéens.
Les théories racistes affectent aussi les peuples autochtones des colonies de l'empire italien, que les universitaires fascistes répartissent en groupes ethniques différenciés selon leur groupe sanguin - dont on sait aujourd'hui qu'il se classe en systèmes et non en « races » - et insistent sur la « pollution » due aux métissages par le sang des « races inférieures ».

## Les dispositions contre le mouvement pentecôtiste
Une disposition particulière toucha le mouvement pentecôtiste.
Cette disposition (numéro de protocole 600/158, Archive d'État série PS GI enveloppe 26 fascicule 299 1-c-z), remonte au 9 avril 1935 et est signée par le sous-secrétaire à l'intérieur, Guido Buffarini Guidi, contre-signée par le chef de la police Arturo Bocchini ; elle interdit le culte pentecôtiste dans tout le royaume en ce qu'il « s'exprime et se concrétise dans des pratiques religieuses contraires à l'ordre social et nocives à l'intégrité physique et psychique de la race ».
En conséquence de cette circulaire, il y eut beaucoup d’arrestations et de confinements de simples croyants et pasteurs pentecôtistes ; un des plus importants fut Roberto Bracco, arrêté dix-sept fois. Deux croyants moururent de leur foi ; le premier, Filardo De Simone, qui se trouvait dans la prison romaine de Regina Coeli et pour sa foi pentecôtiste, fut assassiné dans les Fosses ardéatines avec trois cent cinquante personnes le 23 mars 1944 ; l’autre, Antonio Brunetti, fut assassiné dans le camp de concentration de Mauthausen.
En 1953, dix ans après la chute du fascisme et cinq après l’entrée en vigueur de la constitution de la république italienne, le ministre de l’intérieur démocrate-chrétien Mario Scelba affirmait au parlement que « l’exercice du culte pentecôtiste n’est pas admis en Italie ».
Cette disposition n’est plus en vigueur depuis le 16 avril 1955.

## Liste des 10 scientifiques italiens qui ont signé le manifeste de la race
- On. prof. Sabato Visco : directeur de l'institut de physiologie générale de l'université de Rome et directeur de l'institut national de biologie auprès du conseil national de la recherche,
- Dott. Lino Businco : assistant de pathologie générale à l'université de Rome,
- Prof. Lidio Cipriani : chargé d'anthropologie à l'Université de Florence,
- Prof. Arturo Donaggio : directeur de la clinique neuropsychiatrique de l'université de Bologne et président de la société italienne de psychiatrie,
- Dott. Leone Franzi : assistant dans la clinique pédiatrique de l'Université de Milan,
- Prof. Guido Landra : assistant d'anthropologie à l'Université de Rome,
- Sen. Prof. Nicola Pende : directeur de l'institut de pathologie spéciale médicale de l'Université de Rome,
- Dott. Marcello Ricci : assistant de zoologie à l'Université de Rome
- Prof. Franco Savorgnan : professeur titulaire de démographie à l'Université de Rome et président de l'institut central de statistiques,
- Prof. Edoardo Zavattari : directeur de l'institut de zoologie de l'Université de Rome[6].

## Intellectuels et personnalités qui ont manifesté publiquement leur soutien aux lois raciales[6]
| - Prof. Giacomo Acerbo - Alfredo Acito - Pino Alessandri - Rino Alessi - Dino Alfieri - Giorgio Almirante - Ermanno Amicucci - Ugo Giorgio Andalò - Giuseppe Andreucci - Franco Angelini - Antonio Antonucci - Livio Apolloni - Mario Appelius - Nicola Archidiacono - Felice Arfelli - Prof. Gaetano Azzariti - Dott. Alessandro Baccaglini - Mario Baccigaluppi - Pietro Badoglio - Vincenzo Baccioli - Guidi Guido Buffarini - Emilio Balbo - Giancarlo Ballarati - Dante Cesare Bancher - Ferruccio Banissoni - Mameli Barbara - Carlo Barduzzi - Piero Bargellini - Carlo Bazzi - Ugoberto Bellino - Brocchieri Vittorio Beonio - Avv. Carlo Bergamaschi - Giorgio Luigi Bernucci - Bruno Biagi - Dott. Ettore Biamonti - Dott. Rodolfo Biancorosso - Bruno Biancini - Renato Biasutti - Angelo Marco Bioletto - Francesco Biondolillo - Giorgio Bocca - Gino Boccasile - Ing. Gian Giacomo Borghese - Mario Borretti - Carlo Borsani - Giuseppe Bottai - Prof. Filippo Bottazzi - Guglielmo Blasi - Roberto Brighenti - Dr Lino Businco - Luigi Cabrini - Giovanni Calendoli - Francesco Callari - Claudio Calosso - Bruno Caluri - Augusto Camerini - Emilio Canevari - Renato Caniglia - Aldo Capasso - Lino Cappuccio - Riccardo Carbonelli - Dott. Emanuele Filiberto Carnevale - Gherardo Casini - Francesco Casnati - Giuseppe Castelletti - Guido Cavallucci - Giovanni Cazzani - Carlo Cecchelli - Giuseppe Cesetti - Gino Chelazzi - Livio Chersi - Riccardo Chiarelli - Luigi Chiarini - Angelo Chiauzzi - Guglielmo Chillemi - Giorgio Chiurco - Tullio Cianetti - Galeazzo Ciano - Alfio Cimino - Arnaldo Cipolla - Prof. Lidio Cipriani - Maurizio Claremoris - Andro Clarici - Giuseppe Cocchiara - Giulio Cogni - Gioacchino Colizzi (Attalo) - Dott. Collalto Collaltino - Francesco Consoli - Francesco Coppola - Prof. Raffaele Corso - Carlo Cossio - Carlo Costamagna - Oberdan Cotone - Alfredo Cucco - Mario Cutelli - Ernesto Darquanno - Bagni Mario Dè - Prof. Vito De Blasi - Francesco Dedel - Adolfo De Dominicis - Pietro De Francisci - Dott. Michele Delle Donne - Giuseppe Dell'isola - Gabriele De Rosa - Ennio De Rosa - Stefano De Ruggiero - Enrico De Seta - Pier Lorenzo De Vita | - Lodovico Di Caporiacco - Alfredo Di Donno - Guido Di Giorgio - Prof. Cornelio Di Marzio - Carlo Domenici - Arturo Donaggio - Nicola Donadio - Fernando Elefante - Pietro Ellero - Julius Evola - Giuseppe (Bepi) Abiano - Vittorio Emanuele Fabbri - Amintore Fanfani - Roberto Farinacci - Carlo Emilio Ferri - Campanile Dott. Raffaele Festa - Giuseppe Ficai - Arnaldo Fioretti - Quinto Flavio - Gislero Flesch - Luigi Fontanelli - Dott. Raffaele Formosa - Giuseppe Forteguerri - Leone Franzi - Fabio Frasetto - Prof. Cesare Frugoni - Dott. Ottone Gabelli - Virginio Gayda - Nino Gardini - Walter Gardini - Ferdinando Garibaldi - Elio Gasteiner - Tancredi Gatti - Luigi Gedda - Prof. Giuseppe E. Genna - Cesare Genovesi - Giovanni Gentile - Prof. Alessandro Ghigi - Niccolò Giani - Berlindo Giannetti - Lorenzo Gigi.I - Giuseppe Giovenco - Domenico Giuliotti - Paolo Emilio Giusti - Ezio Maria Gray - Asvero Gravelli - Felice Graziani - Rodolfo Graziani - Francesco Saverio Grazioli - Giovannino Guareschi - Ottorino Guerrieri - Paolo Guidotti - Bruno Imbasciati - Telesio Interlandi - Giuseppe Isani - Dott. Giuseppe Lampis - Arturo Lancellotti - Giovanni Landra - Guido Landra - Ugo Lanza - Dott. Giuseppe Lanzara - Lorenzo La Via - Massimo Lelj - Roberto Lemmi - Enzo Leoni - Dott. Antonio Le Pera - Alessandro Lessona - Prof. Livio Livi - Armando Lodolini - Mario Lolli - Paolo Lorenzini - Alberto Luchini - Giuseppe Lucidi - Gino Lupi - Filippo Macrì - Michele Magani - Giuseppe Maggiore - Avv. Antonio Manca - Nicola Marchitto - Marco Marini - Giovanni Marro - C.Te Antonio Marzotto Caotorta - Domenico Morana - Ettore Martinoli - Carlo Alberto Masini - Mario Massa - Alberto Mastrojanni - Gabriele Mastrojanni - Fortunato Matarrese - Vincenzo Mazzei - Gino Mazzoni - Dott. Renzo Meregazzi - Fernando Mezzasoma - Guido Milanesi - Piero Misciatelli - Mario Missiroli - Sani Gino Mitrano - Aldo Modica - Riccardo Molinari - Walter Molino - Mario Montecchi - Giuseppe Mormino - Romolo Murri - Benito Mussolini - Savina Luigi Naj - Romualdo Natoli - Italo Neri - Carlo Nicco - Ubaldo Nieddu | - Umberto Notari - Giuseppe Omarini - Paolo Orano - Dott. Giovanni Ortolani - Prof. Biagio Pace - Nazareno Padellaro - Piero Pedrazza - Prof. Antonio Pagliaro - Nino Palmieri - Domenico Paolella - Giovanni Papini - Roberto Paribeni - Dott. Michele Pascolato - Roberto Pavese - Alessandro Pavolini - Federico Pedrocchi - Piero Peillicano - Camillo Pellizzi - Prof. Nicola Pende - Pasquale Pennisi - Avv. Giovanni Petraccone - Giuseppe Pensabene - Pericle Perali - Giuseppe Maria Petazzi - Raffaele Pettazzoni - Prof. Giovanni Petragnani - Tommaso Petri - Antonio Petrucci - Concetto Pettinato - Giuseppe Piazza - Giorgio Piceno - Angelo Piccioli - Prof. Umberto Pieramonti - Guido Pichetti - Giorgio Pini - Dott. Athos Poli - Marco Pomilio - Guido Podaliri - Giovanni Preziosi - Uberto Puccioni - Maurizio Rava - Carlo Ravasio - Leo Rea - Prof. Ugo Rellini - Prof. Domenico Rende - Marcello Ricci - Gastone Rognoni - Alfredo Romanini - Raffaello Romano - Gustavo (Gustavino) Rosso - Mario Ruccione - Erminio Ruffilli Weiss - Giuseppe (Girus) Russo - Arturo Sabatini - Prof. Giunio Salvi - Giorgio Maria Sangiorgi - Enzo Santarelli - Corrado Sarri - Santi Savarino - Giovanni Savelli - Prof. Francesco Savorgnan - Massimo Scaligero - Francesco Scardaoni - Furio Scarpelli - Giorgio Scudellari - Renato Semizzi - Giovanni Semprini - Prof. Sergio Sergi - Bruno Sertolis Spampanato - Massimo Antonio (Massimo Scaligero) Sgabelloni - Ardengo Soffici - Arrigo Solmi - Ferruccio Sorlini - Gino Sottochiesa - Giacomo Spardini - Achille Starace - Giuseppe Tallarico - Renato Tassinari - Zammarano Vittorio Tedesco - Mario Tirelli - Giove Toppi - Armando Tosti - Romolo Tritoni - Nino Tripodi - Antonino Trizzino - Giuseppe Tucci - Mario Turone - Mario Felice Turrini - Prof. Francesco Valagussa - Rindo Valente - Attilio Vallecchi - Aldo Valori - Edmondo Vercellesi - Raul Verdini - Cesco Vian - Ferdinando Vichi - Dott. Emilio Villa - Rindo Villa - Luigi Villari - Prof. Felice Vinci - Prof. Sabato Visco - Angelo Viziano - Paolo Zappa - Edoardo Zavattari - Giuseppe Zanini - Ennio Zedda - Paolo Zerbino - Prof. Luigi Zoja - Cesare Zumaglini |

## Liste des principaux documents et lois décrets royaux anti-juifs
- R.D.L. 5 septembre 1938, Mesures pour la défense de la race dans l'école fasciste
- R.D.L. 7 septembre 1938, Mesures à l'encontre des juifs étrangers
- R.D.L. 23 septembre 1938, Institution d'écoles élémentaires pour les enfants de race juive
- R.D.L. 15 novembre 1938, Intégration et coordination dans un texte unique des normes déjà émises pour la défense de la race dans les écoles italiennes
- R.D.L. 17 novembre 1938, Mesures pour la race italienne
- R.D.L. 29 juin 1939, Discipline pour l'exercice des professions pour les citoyens de race juive
- Manifeste de la race ou manifeste des scientifiques racistes : le texte documenté des deux publications sur les quotidiens italiens[6]
Journal d'Italie 14 juillet 1938
La défense de la Race 5 août 1938

Déclaration sur la race du Grand Conseil du fascisme, 6 octobre 1938
- le document fut publié par Foglio d’ordine du Parti national fasciste (PNF) le 26 octobre 1938, et par la suite adopté par le décret-loi royal du 17 novembre[6].

## Réactions contemporaines
A propos des signataires du Manifesto della razza de 1938 paru dans La difesa, l'écrivain Franco Cuomo écrit en 2005,,, :

« Personne ne les oublie. Personne ne leur pardonnera jamais ce qu'ils ont incarné dans l'histoire du racisme italien : Lino Businco, Lidio Cipriani, Arturo Donaggio, Leo Franzi, Guido Landra, Nicola Pende, Marcello Ricci, Franco Savorgnan, Sabato Visco et Edoardo Zavattari. »

« Ils ont légitimé la déportation en Allemagne de huit mille personnes dont sept cents enfants. Ils voulaient démontrer qu'il y a des êtres inférieurs. Et ils y ont réussi, à la première personne… Parce qu'ils l'étaient eux-mêmes. »

Le 15 juillet 2018, quatre-vingts ans après le « Manifesto della razza », la RAI rappelle que les dix premiers scientifiques signataires du manifeste dont certains avaient rencontré Hitler ou Himmler et avaient visité les camps d'extermination pour leurs travaux, n'ont jamais été inquiétés après la guerre, qu'ils ont été réintégrés dans leurs privilèges, ont poursuivi leur carrière d'enseignants à l'université, et sont même célébrés pour leurs mérites à travers des rues, des établissements ou de prix scientifiques à leurs noms,.
Giorgio Almirante, le secrétaire de rédaction, a poursuivi une carrière politique en devenant plus tard le chef du MSI (Mouvement social italien) de la droite nationaliste.